# جانگ ده هیون
جانگ ده هیون (انگلیسی: Jang Dae-hyeon؛ زادهٔ ۱۱ فوریهٔ ۱۹۹۷) خواننده اهل کره جنوبی است.